# Maria Dragoni
Maria Dragoni (Procida, Nápoles, 22 de diciembre de 1958) es una soprano italiana.

## Biografía
Maria Dragoni inició sus estudios de canto a la edad de dieciséis años. En 1981 ganó el Premio Callas en el concurso internacional "Vincenzo Bellini" de Catania y en 1983 el primer premio del concurso internacional "Maria Callas" organizado por Eurovisión.
Le fueron concedidos a lo largo de su carrera prestigiosos premios, tales como: el "Viale Giulia" (que había sido entregado antes a Anita Cerquetti y Goffredo Petrassi); "La Navicella" junto a otros personajes de la cultura mundial como Pupi Avati y Margarethe von Trotta.
En 1984 debutó con gran éxito en el Teatro "Pergolesi" de Jesi con "Il Pirata" de Bellini, revelando sus características vocales como "soprano dramática de agilidad". Quince años después, volvería al mismo teatro para mostrar su maduro conocimiento de la interpretación del canto "di bravura" con la primera ejecución moderna de la ópera "Ines De Castro" de Giovanni Persiani, recibida con gran éxito de público y crítica. Este evento histórico que convocó a una cincuentena de críticos especializados, fue registrado en una edición de la discográfica Bongiovanni.
Entre los años de los dos sucesos de Jesi, Maria Dragoni cantó con gran éxito en diversas ciudades del mundo, tales como Barcelona, Nueva York, París, Londres, Zúrich, Viena, Moscú, Estambul, Atenas, Tokio, y en su Italia natal, en teatros de la importancia de La Scala de Milán, La Fenice de Venecia, el Teatro Comunale di Bologna y el de Florencia, el San Carlo de Nápoles, la Arena de Verona, el Massimo de Palermo, el Regio de Turín y el Regio de Parma.
Ha sido dirigida por las mayores batutas de las últimas décadas, tales como Carlo Maria Giulini, Riccardo Muti, Zubin Mehta, Lorin Maazel, Gianluigi Gelmetti, Carlo Palleschi, Eliahu Inbal, Daniel Oren, Bruno Bartoletti, Nello Santi, Anton Guadagno, Gustav Kuhn, Nikolaus Harnoncourt, Peter Maag y ha trabajado bajo importantes régisseurs como Pizzi, Herzog, Cavani, Jannopulos, Bolognini, Sequi, Martinoty, Savary, D'Anna, Fabbri, Reggiani, Giacchieri, Joel, Abbado, Job, De Tomasi, Fleta Jr., Avogadro, Castiglione, Stinchelli y Ponnelle.
Con unos no comunes medios vocales y una excelente técnica adquirida con su maestra Melina Pignatelli della Leonessa, profundizada con el estudio de los tratados de Manuel García, le han permitido afrontar con altísimo nivel un repertorio que va desde el barroco hasta el verismo. En 1988 se perfeccionó con la legendaria soprano Gina Cigna, y fue la primera italiana en llevar a escena luego de sesenta años el rol de la princesa Turandot.
Comenzó el nuevo siglo como exitosa intérprete de Gioconda y Turandot en Tokio, Aida en la Arena de Verona en agosto de 2001; Norma en Catania y Sassari para el bicentenario de Vincenzo Bellini, Tosca en Toronto y Taormina en el 2002; Macbeth en Linz en el 2003; Turandot para el Festival Puccini 2003 y 2004 -interpretación registrada en la grabación publicada por el Festival en el 2008, en ocasión de los 150 años del Maestro de Lucca.
Se presentó en la Sala Glinka de San Petersburgo con un concierto dedicado a las arias del célebre castrato Farinelli. También participó en los festejos de los 250 años de éste, con un recital en el Festival Barroco de Bibbiena, en el 2005, ocasión en la que fue acompañada por la pianista Michela Spizzichino, con la cual se presenta regularmente en numerosos conciertos interpretando repertorio operístico, Lied, música antigua y de cámara.
Cumplió una tournèe de más de una veintena de conciertos en las mayores ciudades de Alemania con la Orquesta de la Arena de Verona, y seguidamente la primera ejecución mundial del oratorio para solistas, coro y orquesta "Petros Eni" ("Pedro está aquí") de Antonio Pappalardo, en la Ciudad del Vaticano, en ocasión del V Centenario de la Basílica de San Pedro (2 de julio de 2006). Este evento fue transmitido por Mondovisione RAI y publicada en DVD por el sello Pan Dream.
El año siguiente obtuvo un gran éxito cantando en el Teatro Manzoni de Milán en la presentación de la novela de Alfonso Signorini, inspirada en María Callas: "Tan fiera, tan frágil" y en la Turandot de Toulon. Hizo su debut en el rol de Santuzza en "Cavalleria Rusticana" y el de Madame Herz de "El empresario teatral" mozartiano en el Teatro Quirino de Roma.

## Repertorio
- Giacomo Puccini: 
  - Turandot (Turandot)
  - Madama Butterfly (Cio-cio-san)
  - La bohème (Mimi)
  - Suor Angelica (Suor Angelica)
  - Tosca (Floria Tosca)
- Gaetano Donizetti:
  - Lucia di Lammermoor (Lucia)
  - Poliuto (Paolina)
- Vincenzo Bellini: 
  - Norma (Norma)
  - Il pirata (Imogene)
  - La sonnambula
- Giuseppe Verdi: 
  - Aida (Aida)
  - Ernani (Elvira)
  - Il trovatore (Leonora)
  - Don Carlo (Elisabetta)
  - Jerusalem (Elena)
  - Il corsaro (Gulnara)
  - Nabucco (Abigaille, Fenena)
  - Messa da Requiem (soprano)
  - Macbeth (Lady Macbeth)
- Amilcare Ponchielli:
  - La Gioconda
- Antonio Pappalardo: 
  - Trabaccara (Madonna di Porto Salvo)
  - Petros Eni (oratorio)
- Wolfgang Amadeus Mozart:
  - L'empresario teatrale (Madame Herz)
  - Misa de Requiem
- Pietro Mascagni: 
  - Cavalleria rusticana (Santuzza)
- Giovanni Persiani: 
  - Ines de Castro (Ines)

## Discografía en CD y DVD
- Óperas completas
  - 2000 Ines de Castro (ed. Bongiovanni)
  - 2000 Norma (ed.Kiccomusic)
  - 2002 Aida (ed. Naxos)
  - 2008 Turandot (ed. Fenice Productions)
- Arias y fragmentos musicales
  - 1997 Bel canto, famous opera arias (ed. Orfeo)
  - 2000 Best of Opera Vol. 4 (ed. Naxos)
  - 2001 Opera Explained - Verdi: Aida (ed. Naxos)
  - 2002 Aida - Highlights (ed. Naxos)
  - 2006 Very Best of Verdi (ed. Naxos)
  - 2006 "Verdi Opera gala (ed.Pan Dream)
  - 2009 "Petros eni" (ed.Pan Dream)
  - 2008 "Puccini opera gala"
  - 1997 "Maria Callas memorial" (ed.Pan Dream